# Carlos Freile Larrea
Carlos Freile Larrea (Quito, 1876 – 23 de abril de 1942) foi um político equatoriano. Filho do ex-presidente Carlos Freile Zaldumbide, ocupou o cargo de presidente de seu país entre 27 de agosto de 1932 e 2 de setembro de 1932, apenas por sete dias.